# Eduardo Gallegos Mancera
Eduardo Gallegos Mancera (Caracas, 24 de mayo de 1915-Caracas, 3 de julio de 1989) fue un médico, poeta, escritor y político caraqueño, dirigente del Partido Comunista de Venezuela, partido del cual fue Secretario de Relaciones Internacionales, y en el cual militó por 52 años. Eduardo Gallegos Mancera desarrollo grandes relaciones internacionales con dirigentes comunistas de todas partes del mundo.

## Biografía
Nació en la  Parroquia La Candelaria, de Caracas, el 24 de mayo de 1915. Proveniente de una familia de origen adinerado por parte de los Mancera, quienes tenían grandes latifundios en Caracas que iban desde Santa Mónica hasta La Rinconada; la familia Gallegos, era poco menos acaudalada, pero su padre y su tío llegaron a tener haciendas y sembradíos de caña en Guatire, estado Miranda.
Tras 20 años de la dictadura gomecista, durante las apasionantes jornadas estudiantiles de febrero, octubre y noviembre de 1928, que dejarían honda huella en la historia política nacional, Eduardo Gallegos Mancera, era apenas un adolescente de 13 años para el momento de la Semana del Estudiante, pero ya para ese año su primera actividad política fue la distribución clandestina del Periódico “El Imparcial”, el cual era dirigido por el poeta Andrés Eloy Blanco.
En 1929 se presentó a las puertas de la Prefectura de Caracas a entregarse en solidaridad con los estudiantes presos, pero las autoridades menospreciaron la seriedad de tan valiente decisión del aquel adolescente y lo ignoraron. Estudió en el Colegio “La Salle”, donde decía que comprendió la hipocresía de las religiones organizadas; el mercantilismo que veía en los curas, la discriminación racial y de clase social que prevalecía en aquella escuela, por lo que se convirtió en ateo a temprana edad.
Inició sus estudios de medicina en 1934, en la Universidad Central de Venezuela. El movimiento estudiantil comenzaba a resurgir después de la muerte de Juan Vicente Gómez en 1935. Perteneció a la Sociedad de Estudiantes de Medicina de la UCV, de la cual Eduardo fue primero Secretario de Interior, luego vicepresidente, hasta llegar a presidente, fue también fundador de la revista estudiantil de dicha sociedad llamada SEM.
Al poco tiempo se reorganizaron los Centros de Estudiantes de Derecho e Ingeniería y se propusieron reconstruir la Federación de Estudiantes de Venezuela (FEV), también fue elegido como miembro directivo de esta última. Igualmente participó en 1936 en la organización de la Federación de Estudiantes Venezolanos de Organizaciones Políticas (FEV-OP), que llevaba un matiz político, a diferencia de la FEV original que era de corte meramente estudiantil.
La masacre del 14 de febrero de 1936, en la Plaza Bolívar de Caracas, obligó al gobierno de Eleazar López Contreras a replantear sus posturas gomecistas respecto a los partidos políticos, tras la aprobación de la Ley de Orden Público, comenzaron a estructurarse organizaciones legales de izquierda como el Partido Republicano Progresista (PRP) dirigido por comunistas, muchos de ellos miembros del PCV en clandestinidad, ya que se encontraba ilegalizado por el inciso 6.º del Artículo 32 de la Constitución, que prohibía el comunismo en práctica y en pensamiento, el Bloque Nacional Democrático (BND) en el cual participaban personas de distintas corrientes progresistas incluyendo a algunos militantes comunistas, y el Movimiento de Organización Venezolano (ORVE) de tendencia socialdemócrata, el que más tarde daría  origen a Acción Democrática (AD).
Gallegos Mancera, junto a otros estudiantes y líderes políticos, organizó una huelga indefinida contra el gobierno a partir del 9 de junio de 1936, y en medio de las acciones, fue capturado junto a otros estudiantes que participaban en el Comité Organizador; el ente responsable de la captura fue la Brigada de Investigación Política y Social dirigida por Pedro Estrada, hombre de mala fama dirigiendo las fuerzas represivas del estado durante el gomecismo. Fue encarcelado en la cárcel El Rastrillo y posteriormente trasladado a la cárcel El Obispo. Estando en la cárcel de El Obispo, se integró al comité organizador del Partido Democrático Nacional (PDN). Participando en octubre de ese mismo año en su asamblea constitutiva, que venía a ser un espacio integrador de las organizaciones de izquierda como eran los partidos PRP, BND y ORVE, la FEV-OP y el Frente Obrero. Eduardo Gallegos Mancera se involucró profundamente en esa nueva organización, pasando inclusive a formar parte de su Dirección Nacional.
En 1937 recrudeció la represión contra los comunistas, militantes de izquierda y partidos de izquierda. En febrero de ese año el PDN fue ilegalizado junto con todas las organizaciones que lo integraban y sus respectivos medios de prensa; asimismo, fueron expulsados del país 47 dirigentes políticos y sindicales en el buque-vapor “Flandre”. Eduardo Gallegos Mancera y su hermano José Antonio Gallegos Mancera, fueron enjuiciados por haber participado en actividades comunistas, sin embargo más tarde fueron absueltos por la gran labor realizada por sus abogados, que en ese momento eran de los mejores del país. Desde entonces, el PDN pasó a funcionar igual que el PCV en la ilegalidad, sin embargo Eduardo Gallegos Mancera junto a otros comunistas como Pompeyo Márquez y Cruz Villegas, deciden irse definitivamente al PCV.
Siendo todavía joven y en su época de estudiante, mostró su preocupación por la salud de los miles de trabajadores que llegaban a la Caracas de mediados de los años 30, año en que empezaron a aparecer las primeras barriadas de “ranchos” en los cerros de Caracas, hecho este que lo motivó a participar en la formación de las primeras Juntas Pro-mejoras de los Barrios.
El 8 de agosto de 1937 se celebró la I Conferencia Nacional del PCV, donde se decidió el funcionamiento autónomo y público del Partido de la clase obrera: los comunistas decidieron “Dar la cara”, siendo ese el lema y el título del manifiesto resultante de esa primera conferencia. La Conferencia exhortó a quienes tenían ideas comunistas y militaban en partidos policlasistas que comenzaran a militar en su propio Partido, el Partido Comunista de Venezuela. Entre quienes acataron ese llamado está Eduardo Gallegos Mancera, que en ese momento era el Secretario de Organización Nacional del PDN, pasando entonces a integrar las filas del PCV antes de que culminara ese año.
En abril de 1938 pasó a formar parte del primer Comité Regional del PCV en el Distrito Federal; para ese momento formaba parte además de la Fracción Estudiantil del PCV, organismo que dio origen a la Juventud Comunista de Venezuela (JCV).
En abril de 1939 participó en la II Conferencia Nacional del PCV, en la que se expulsó a un grupo fraccionalista; poco después, en agosto, ya recién graduado de médico, fue enviado por el PCV al estado Monagas, para organizar, dirigir y reconstruir el PCV en dicho estado, ya que en ese estado el PCV  atravesó dificultades organizativas desde su fundación en 1934; esta tarea no sería fácil, ya que debía cumplirla clandestinamente, para lo que utilizó la fachada de su empleo como médico de la Unidad Sanitaria. En Monagas, formó parte del Comité Regional del PCV, logró la organización de nuevos sindicatos en Caripito, Quiriquire y otros campos petroleros, además fundó varias Ligas campesinas. También cumplió tareas partidarias en otras zonas cercanas, como en El Tigre en el estado Anzoátegui. En Maturín conoció a Enriqueta Cabello, con quien contrajo matrimonio y quien fue su eterna compañera.
Durante la III Conferencia Nacional del PCV, celebrada en enero de 1941, hubo fuertes debates que giraron en torno a los expulsados por la Conferencia anterior, y que concluyeron con su readmisión en el Partido, aunque, irónicamente, no se produjo la autocrítica correspondiente por parte del grupo fraccional.
Entre 1940 y 1944 Eduardo se dedicó a actividades organizativas y propagandísticas del PCV a nivel nacional, en esta época empezó a usar su seudónimo “Arturo Villa”. Además, ejerció su profesión como médico en la populosa parroquia El Valle de Caracas, donde se hizo conocido y respetado por atender al pueblo a menudo sin cobrar; se adentraba con su típico maletín de medicinas hasta los caseríos más humildes a atender a quien más lo necesitaba, siendo el precursor de esa actividad en Caracas. Esta labor lo llevó  más tarde a ser uno de los candidatos más votados en toda Caracas en las elecciones municipales del 22 de octubre de 1944, en las que se presentó como candidato por la organización Unión Popular Venezolana (UPV), que funcionaba como fachada legal del PCV durante el gobierno de Isaías Medina Angarita. En total, el PCV con la fachada de UPV obtendrían 3 concejales en Caracas durante esas elecciones.
Durante la IV Conferencia Nacional del PCV se dieron fuertes debates sobre el browderismo. Gallegos Mancera alzó su voz denunciando esa tendencia como revisionista y liquidacionista, que nada tenía que ver con el marxismo; estuvo entre los primeros en América Latina en denunciar a Earl Browder, con el apoyo de varios camaradas de partido como Pedro Ortega Díaz. Poco después de celebrada la Conferencia, ocurrió finalmente la división del PCV en tres grupos, dos de tendencia browderista y un tercer grupo minoritario, denominado “Grupo No”, encabezado por Eduardo Gallegos Mancera y Pedro Ortega Díaz, que no suscribía las posiciones de los dos sectores mayores y buscaba la reunificación del Partido. El 9 de octubre de 1945 finalmente fue legalizado el PCV, en octubre de ese año el presidente Medina fue derrocado por un golpe de Estado planificado por Acción Democrática. La casa de Eduardo fue allanada en los días posteriores al golpe. No obstante, la V Conferencia del Partido se realizó en total legalidad.
Asimismo fue secretario en 1945 del Tribunal de Responsabilidad Civil y Administrativo. Los miembros del “Grupo No” hicieron un  gran esfuerzo por unificar al Partido; después de varios infructuosos intentos de reunir a los tres sectores, se decidió enviar a Eduardo a Cuba en una misión de búsqueda de apoyo internacional en el Partido Comunista de Cuba, entonces llamado Partido Socialista Popular (PSP). De esta manera, sin proponérselo, Gallegos Mancera entró al ruedo de las relaciones internacionales, en las cuales cumpliría sus funciones por más de 40 años.
El 25 de mayo de 1946 se reunieron por primera vez los tres sectores, y acordaron realizar el Congreso de Unidad de los Comunistas en diciembre de ese año. Este I Congreso del PCV se realizó con relativo éxito, después de una profunda autocrítica y denuncia de las ideas revisionistas del browderismo. Quienes persistieron en rechazar la unificación del Partido, se constituyeron en el Partido Revolucionario del Proletariado (PRP); este desaparecería en 1952, tras lo cual algunos de sus miembros volvieron al PCV haciéndose una fuerte autocrítica, quienes así lo hicieron, como Cruz Villegas o Rodolfo Quintero, jamás volverían a abandonar el Partido.
Gallegos Mancera participó en el Segundo Congreso del PCV, en 1948, durante este año se dio el breve gobierno de Rómulo Gallegos, que era primo hermano de su padre; José Antonio Gallegos Rivero, quien por enfrentarse a la dictadura de Juan Vicente Gómez estuvo preso en La Rotunda y en el Castillo Libertador de Puerto Cabello, en la década de 1920.
A principios de 1949 empezó a trabajar en el Movimiento por la Paz, presidido por el General José Rafael Gabaldón.
Tras el derrocamiento de Rómulo Gallegos, el PCV mantuvo una limitada legalidad hasta la huelga petrolera de 1950, cuando los dirigentes del Partido fueron constantemente perseguidos y acosados por la dictadura militar, la publicación de Tribuna Popular fue prohibida, y Eduardo resultó encarcelado varias veces entre 1950 y 1953 en la Cárcel Modelo de Caracas.
La VI Conferencia del PCV, en abril de 1951, significó un gran éxito en la historia del PCV; su propia realización en una cueva en las montañas de Yaracuy en medio de la clandestinidad y la represión, demostró la capacidad organizativa del Partido, el cual sabía movilizarse con eficacia bajo cualquier circunstancia. Eduardo fue uno de los primeros en llegar a la cueva donde se realizó la Conferencia, la cual decidió acentuar la lucha contra la dictadura perezjimenista y designar como Secretario General a Jesús Faría, dirigente obrero que estaba preso a raíz de la huelga petrolera del año anterior.
Unas semanas antes de las elecciones convocadas para el 30 de noviembre de 1952, Eduardo, en total clandestinidad, se reunió con el dirigente de AD Alberto Carnevali, buscando una alianza para apoyar la candidatura de Jóvito Villalba de Unión Republicana Democrática (URD) quien se mediría contra el dictador Marcos Pérez Jiménez. Carnevali aceptó la alianza a pesar de que Rómulo Betancourt desde Nueva York quiso entorpecer la unidad PCV-URD-AD, Villalba ganó holgadamente las elecciones, y en la tarde de ese domingo Pedro Ortega Díaz y Eduardo Gallegos Mancera, comisionados como representantes del PCV, fueron a la sede de URD a decirle a Villalba que era necesario sacar las masas a la calle a defender el voto popular, pero este, ingenuamente, prefirió reclamar su victoria ante las autoridades de la dictadura; y la respuesta de las mismas fue ponerlo preso y posteriormente desterrarlo a Panamá, asimismo Marcos Pérez Jiménez fue fraudulentamente proclamado triunfador.
Días antes de que se celebrara en Caracas la Décima Conferencia Interamericana, de 1954, Eduardo fue arrestado, el 13 de octubre de ese año fue presentado ante la prensa como el máximo dirigente del PCV, por el jefe entonces jefe de la Seguridad Nacional Pedro Estrada, quien 15 días más tarde recibiría una condecoración del Departamento de Estado de los Estados Unidos por su “buena labor” en la lucha contra el comunismo.
Eduardo fue sometido durante 26 días a brutales torturas bajo la dirección de Miguel Silvio Sanz, agente de la Seguridad Nacional, la cual era asesorada por el FBI. Estas torturas, le causaron secuelas para toda su vida, tal como fueron la pérdida de visión del ojo izquierdo, la perforación de uno de sus tímpanos, y fuertes dolores de espalda. También fue sometido a simulacros de fusilamiento y amenazas a su esposa e hijos, esto con el fin de causarle trastornos psicológicos. Eduardo Gallegos Mancera cumplió con su deber de comunista: prefirió la muerte antes que la traición. Este episodio quedó reflejado en el libro “La muerte de Honorio”, de Miguel Otero Silva. En noviembre de 1954 fue trasladado a la cárcel de la Seguridad Nacional, ubicada en Ciudad Bolívar, de la cual saldría el 25 de enero de 1958, luego de la caída del régimen de Pérez Jiménez.
Al salir de la cárcel le fue encargada la Secretaría de Relaciones Internacionales del PCV, a través de la cual recorrió más de 80 países en representación del PCV, esto durante casi tres décadas. Desde 1962 hasta 1966, cuando el PCV intentó una insurrección armada frente a la arremetida represiva de los gobiernos de Rómulo Betancourt y Raúl Leoni, Eduardo viajó por casi todo el mundo con unos 33 pasaportes falsos, promoviendo campañas de solidaridad con los presos políticos en Venezuela y en apoyo a la lucha librada por las Fuerzas Armadas de Liberación Nacional (FALN). En esta época conoció personalmente, llegando incluso a entablar amistad con numerosos dirigentes del movimiento comunista internacional, tal como fueron Mao Zedong, Hồ Chí Minh, Kim Il-sung, Rodney Arismendi, Luis Carlos Prestes, Fidel Castro y Che Guevara, entre muchos otros.
Una de sus tareas de mayor responsabilidad durante esos años fue su visita a Vietnam en plena guerra, y su encuentro con Hồ Chí Minh el 2 de septiembre de 1965, el cual se realizó en la madrugada, esto por medidas de seguridad, para evitar la posibilidad de un bombardeo por la aviación estadounidense. Durante esa visita, Hồ Chí Minh le pidió a Eduardo que sirviera de intermediario con los líderes de la República Popular China, para que esta permitiera el envío de misiles soviéticos de última generación, que sirvieran para la defensa, los cuales para su traslado debían pasar por territorio chino.
En 1968 fue elegido senador por Unión Para Avanzar (UPA), organización que servía como la fachada legal del PCV para las elecciones de diciembre de ese año, ya que, aunque la lucha armada había concluido casi dos años antes, el Partido Comunista de Venezuela todavía seguía ilegalizado.
Durante toda la década de los años 70 se dedicó a las actividades internacionales y organizativas del PCV, en 1975 publicó su obra más conocida, el poemario “Ancho río, alto fuego”, que llegó a editarse en varios idiomas.
A mediados de los años 80, mientras dictaba una conferencia en Maturín, sufrió un doble infarto que puso en riesgo su vida. Tras varias semanas en terapia intensiva logró recuperarse, pero debido al delicado estado de salud, renunció voluntariamente a su cargo como Secretario de Relaciones Internacionales. A partir de ese momento se dedicó a escribir todas las semanas para Tribuna Popular, la cual recopiló y publicó una serie de sus artículos en un libro titulado “Las cualidades del dirigente”. Posteriormente, en 1987, publicó el poemario “Sol, solo sol”.
Eduardo Gallegos Mancera fue director de Tribuna Popular desde el 29 de enero de 1988 hasta su fallecimiento el 3 de julio de 1989. Eduardo Gallegos Mancera murió como vivió: fiel a la ideología marxista-leninista, y sin  poner en duda jamás su militancia en el Partido Comunista de Venezuela.